# Kedr Nowouralsk
Kedr Nowouralsk (russisch Кедр Новоуральск) ist ein russischer Eishockeyklub aus Nowouralsk.  

## Geschichte
Der Klub wurde 1967 gegründet. Von 1996 bis 2004 nahm Kedr Nowouralsk an der zweithöchsten russischen Profispielklasse, der Wysschaja Liga, teil, wobei die Mannschaft in der Saison 1998/99 in der parallel ausgetragenen Liga des russischen Eishockeyverbands antrat, welche aufgrund von Differenzen zwischen dem Verband und den Betreibern der Wysschaja Liga einmalig ausgespielt wurde. Seit 2004 spielt Kedr Nowouralsk in der drittklassigen Perwaja Liga, in der es in der Saison 2010/11 in der Division Ural und Westsibirien antritt.       

## Bekannte Spieler
- Denis Kotschetkow (1998–2000)
- Roman Morgunow (2000–2001)
- Andrei Petrakow (2001–2002)
- Nikita Schtschitow (2005)